# مامورو میانو
مامورو میانو (انگلیسی: Mamoru Miyano؛ زادهٔ ۸ ژوئن ۱۹۸۳) بازیگر، خواننده، صداپیشه، بازیگر خردسال، و بازیگر تلویزیون اهل ژاپن است. وی از سال ۱۹۹۰ میلادی تاکنون مشغول فعالیت بوده‌است.